# Sondra
Genre
Sondra est un genre d'araignées aranéomorphes de la famille des Salticidae.

## Distribution
Les espèces de ce genre sont endémiques d'Australie.

## Liste des espèces
Selon World Spider Catalog (version 18.0, 19/05/2017) :
- Sondra aurea (L. Koch, 1880)
- Sondra bickeli Zabka, 2002
- Sondra bifurcata Wanless, 1988
- Sondra brindlei Zabka, 2002
- Sondra bulburin Wanless, 1988
- Sondra convoluta Wanless, 1988
- Sondra damocles Wanless, 1988
- Sondra excepta Wanless, 1988
- Sondra finlayensis Wanless, 1988
- Sondra littoralis Wanless, 1988
- Sondra nepenthicola Wanless, 1988
- Sondra raveni Wanless, 1988
- Sondra samambrayi Zabka, 2002
- Sondra tristicula (Simon, 1909)
- Sondra variabilis Wanless, 1988

## Publication originale
- Wanless, 1988 : A revision of the spider group Astieae (Araneae: Salticidae) in the Australian region. New Zealand journal of zoology, vol. 15, no 1, p. 81-172.